# مشروع طعام سريع حقيقي
مشروع الطعام السريع الحقيقي (بالإنجليزية: The Real Junk Food Project)‏ هي منظمة تقوم باستخدام الأطمعة التي كان من الممكن التخلص منها من محلات البقالة أو المطاعم أو أي مورد طعام آخر لتقوم بإعادة بيعه بطريقة «ادفع كما ترغب». هذه الطريقة أصبحت مدرجة في معظم المقاهي في المملكة المتحدة.
تهدف المؤسسة الي زيادة الوعي تجاه كمية مخلفات الطعام في منظومة الغذاء. هذه المبادرة تقوم مباشرة علي القيام باستخدام فضلات الطعام في مقاهيها ومنافذ الطعام الأخرى. من خلال استخدام نظام «ادفع كما ترغب» فإنه يهدف أيضا الي جعل الغذاء متاحا للجميع.
تم تدشين أو تجربه ل «ادفع كما ترغب» في أرملي في ديسمبر 2013 بواسطة سام جوزيف، كونور والش وآدم سميث. منذ الافتتاح، هذا المقهى أطعم أكثر من 10,000 شخص باستخدام أكثر من 20 طن من باقي الطعام.

## المتطوعين
هذا المشروع قائم علي عدد من المتطوعين بمهارات مختلفة في الحفاظ علي انخفاض التكلفة والتواصل مع المنظمات الأخرى للترويج للمشروع.